# Хемикикло Хуарес
Хемикикло Хуарес (на испански: Hemiciclo Juárez, дословно: Полукръг на Хуарес) е кенотаф (мемориал) в Мексико Сити.
Разположен е в историческия център на Сентрал Аламеда, булевард „Авенида Хуарес“, който е сред основните артерии на столицата на Мексико. Почита бившия мексикански президент Бенито Хуарес, чиито останки почиват в Пантеона на Сан Фернандо. Паметникът е сред главните атракции за туристите.
Построен е през 1910 г. по нареждане на Порфирио Диас. Като архитект Гилермо Ередия, и скулптури на италианеца Ланцарони. Изграден е от мрамор от Карара. Вътре се помещава мавритански киоск, който е преместен от Санта Мария ла Рибера.
Неокласически стил и е във формата на полукръг, от силно гръцко влияние, има 12 дорийски колони, подкрепа антаблеман и структура на фриз на същото разпореждане. Една страна има 2 златни филиални урни.
В центъра е скулптура, състояща се от 3 фигури – Бенито Хуарес седи с 2 скулптурни алегории: Отечеството, което коронясва със слава Хуарес, в присъствието на Секунда, която представлява закона в сутерни фестони, център от скулптури, че друг набор Републикански столове на орел с отворени крила в изложение, с измъчване неоацтекистас, в които се намират 2 лъва.